# Оукшотт, Эварт
Эварт Оукшотт (англ. Ewart Oakeshott; 25 мая 1916 — 30 сентября 2002) — учёный, специализировавшийся на истории оружия. Его работа по классификации существующих элементов мечей Средних веков и эпохи Возрождения считается наиболее полным и наглядным пособием по типологии средневековых европейских мечей.
Он не единственный специалист, кто пытался классифицировать клинковое оружие, многие учёные-исследователи неоднократно пытались составить каталоги с описанием и изображением мечей. Так, в конце XIX — начале XX веков, д-р Ян Петерсен создал классификацию мечей времён викингов. Но его сложная и громоздкая классификация (26 категорий) требовала совершенствования, поэтому не минуло и десяти лет и д-р R.E.M. Уилер упростил её до 7 типов, нумеруя их римскими цифрами. Впоследствии Эварт Оукшотт усовершенствовал и доработал данную систему, добавив пару переходных типов (VIII и IX).
Выделенные Оукшоттом 13 типов и подтипов мечей делятся на две группы: первая — типы X—XIV — с широким клинком, имеющие в сечении линзовидную форму, которые использовались чаще всего для нанесения режуще-рубящих ударов воинам, облачённым в кольчуги; вторая — типы XV—XXII — с параллельно сужающимся клинком, имеющие в сечении ромбическую форму, которые использовались чаще всего для нанесения колющих ударов воинам, облачённым в пластинчатые доспехи. Несмотря на расчетное использование мечей, входящих во 2 группу, при необходимости они могли наносить и рубящие удары.
Для описания и сравнения мечей при исследовании клинка, яблока, крестовины и черенка рукояти их можно распределить по четырём признакам, а затем ещё и объединять внутри каждого типа.
Данная система классификации значительно упростила проблему определения даты использования меча, включая в себя и развитие доспеха «его» эпохи. Нельзя утверждать, что данная типология точна и универсальна, это подчёркивает и автор, но она даёт возможность наиболее эффективно воспринимать и оценивать пути развития меча в Средние Века.
1960-м году Оукшотт издаёт книгу «Археология оружия. От бронзового века до эпохи Ренессанса» (The Archaeology of Weapons: Arms and Armour from Prehistory to the Age of Chivalry). Работа затрагивает немалый хронологический период и даёт описание различным видам оборонительного и наступательного оружия. Помимо этого, в ней появляется и первый вариант будущей типологии мечей, состоящий небольшого количества типов с X по XIX, а подтипов не выделялось вовсе.
В 1964-м читателям предложена новая работа, полностью посвящённая теме средневековых мечей — «Меч в век рыцарства». В данной книге Оукшотт добавляет всего один основной тип меча — ХХ, однако вводит понятие под- или суб- тип и выделяет 12 таковых, что намного расширяет рамки созданной ранее типологии. Рекорд в этой классификации принадлежит типу XVIII, состоящему из 5 подтипов.
В 1991-м году вышли в свет «Записки о средневековом мече», где автором подводится своеобразный итог проведенным исследованиям, внесены окончательные коррективы и дополнения в разработанную ранее типологию, а именно:
- из типов Х и XII выделяется соответственно подтипы Ха, XIIa;
- удаляется неправильно определённый подтип XIb;
- остаётся один подтип XVIIIа из 5-и ранее выделенных типа XVIII;
- выделяется на два новых типа XXI и XXII из подтип ХХа, продлив таким образом классификацию;
- образовывается новый подтип ХХа благодаря выделению типов XXI и XXII.

Все три книги создали всемирно признанную «мечевую» трилогию, которую неоднократно переиздавали в разных странах. На сегодняшний день ознакомиться с исследованиями Э. Окшотта можно из первых двух книг, изданных на русском языке.

## Публикации
- The Archaeology of Weapons: Arms and Armour from Prehistory to the Age of Chivalry. Boydell Press[англ.], 1960. ISBN 0-486-29288-6
- The Sword in the Age of Chivalry. Boydell Press, 1964. ISBN 0-85115-715-7
- Records of the Medieval Sword. Boydell Press, 1991. ISBN 0-85115-566-9
- European Weapons and Armour: From the Renaissance to the Industrial Revolution. Boydell Press, 2000. ISBN 0-85115-789-0
- Sword in Hand. Arms & Armor, Inc. 2000. ISBN 0-9714379-0-4
- A Knight and His Weapons. Dufour Editions 1964, 1997. ISBN 0-8023-1299-3
- A Knight and His Armor. Dufour Editions —, 1999. ISBN 0-8023-1329-9
- A Knight and His Horse. Dufour Editions 1962, 1995. ISBN 0-8023-1297-7
- A Knight in Battle. Dufour Editions —, 1998. ISBN 0-8023-1322-1
- A Knight and His Castle. Dufour Editions 1965, 1996. ISBN 0-8023-1294-2
- Swords of the Viking Age. Boydell Press 2002. ISBN 0-8023-1294-2
- The Sword in Anglo-Saxon England. Boydell & Brewer 1962. ISBN 0-85115-355-0
- Dark Age Warrior. Dufour Editions 1974, 1984. ISBN 0-8023-1273-X

### На русском
- Окшотт Э. Археология оружия / Пер. с англ. М. К. Якушкиной. — М.: ЗАО «Центрполиграф», 2004. — 398 с.: ил. — ISBN 5-9524-0968-7.
- Окшотт Э. Рыцарь и его замок. Средневековые крепости и осадные сооружения / Пер. с англ. А. Н. Анваера. — М.: ЗАО «Центрполиграф», 2007. — 206 с.: ил. — ISBN 978-5-9524-2934-5.
- Окшотт Э. Рыцарь и его доспехи. Латное облачение и вооружение / Пер. с англ. А. Н. Анваера. — М.: ЗАО «Центрполиграф», 2007. — 188 с.: ил. — ISBN 978-5-9524-2636-8.
- Окшотт Э. Меч в век рыцарства. Классификация, типология, описание / Пер. с англ. Л. М. Игоревского. — М.: ЗАО «Центрполиграф», 2007. — 176 с.: ил. — ISBN 978-5-9524-3315-1.
- Окшотт Э. Оружие и воинские доспехи Европы. С древнейших времен до конца Средневековья. — М.: ЗАО «Центрполиграф», 2009. — 704 с.: ил. — ISBN 978-5-9524-4069-2.